# Serra do Carvalho
A Serra do Carvalho é uma elevação de Portugal Continental, erguendo-se a 495 metros de altitude. Situa-se a Este do concelho de Braga prolongando-se por Póvoa de Lanhoso. Na serra localiza-se a nascente do Rio Este. Nesta serra encontra-se o Núcleo Megalítico de Vale do Chão.